# Otto Sommerstorff

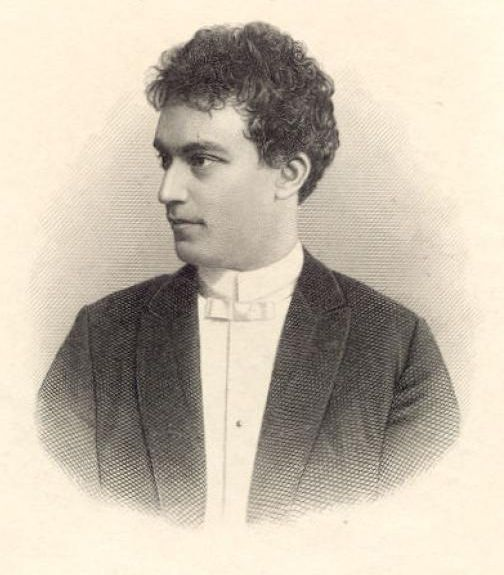
Otto Sommerstorff

Otto Sommerstorff (eigentlich Otto Müller; * 29. Mai 1859 in Krieglach; † 3. Februar 1934 in Spital am Semmering) war ein österreichischer Schauspieler, komischer Dichter und langjähriger Mitarbeiter der „Fliegenden Blätter“.

## Leben

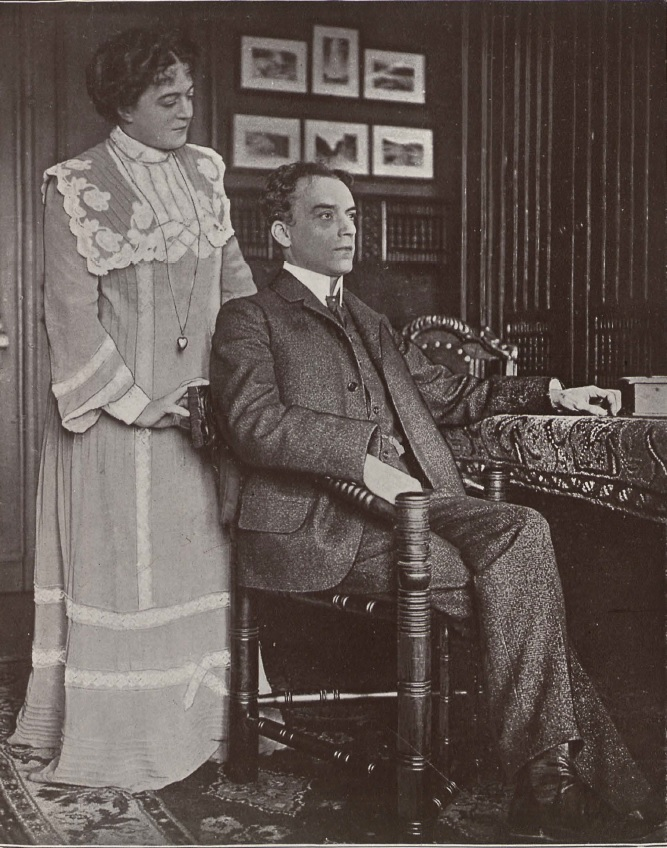
Otto Sommerstorff und seine Ehefrau Theresina, geb. Gessner, 1905

Otto Müller wurde 1859 im steirischen Krieglach geboren, wo er seine Jugend verlebte und mit dem ebenfalls von dort stammenden Peter Rosegger befreundet war. Er besuchte das Gymnasium in Stuttgart und Wien, wo der Vater Carl Müller später Generaldirektor der Kronstädter Hüttenwerke wurde, und bestand das Abitur mit Auszeichnung. Anschließend studierte er zunächst Jura, brach das Studium jedoch ab, um – veranlasst durch einen Erfolg in einer studentischen Aufführung von Schillers „Räubern“ 1876 – die Schauspielschule des Wiener Konservatoriums zu besuchen. Ab 1878 arbeitete er als Schauspieler in Leipzig (1878–1882) und Lübeck (1882–1883), wobei er als Theaternamen den Familiennamen der Mutter Maria Wämpl Edle von Sommerstorff annahm. Von 1883 an arbeitete er unter anderem zusammen mit Oscar Blumenthal am Deutschen Theater in Berlin, dann von 1894 bis 1899 am Berliner Theater und kehrte danach wieder an das Deutsche Theater zurück. 1905 wechselte er an das Königliche Schauspielhaus, wo er bis 1921 blieb.
Einige seiner sich durch ihre Lust am Sprachspiel auszeichnenden komischen Gedichte sind in der von Robert Gernhardt und Klaus Cäsar Zehrer herausgegebenen Sammlung Hell und Schnell. 555 komische Gedichte aus 5 Jahrhunderten abgedruckt, darunter Der künstliche Diamant:
Wohl dem, dem dem dem Demant

vollkommen gleichen Stein

Wird auf die Spur zu kommen

Dereinst beschieden sein!
Neben komischen Gedichten veröffentlichte er auch Reisebeschreibungen.
1888 vermählte er sich mit der Schauspielerin Theresina Gessner. Sein Sohn war der Botaniker Hermann Sommerstorff (1889–1913).

## Werke
- Wo ich war und was ich sah. Reiseerinnerungen (1896)
- Scherzgedichte (1899; 6., verm. Aufl. 1911)
- Aus meinem Reimstübel. Neue Scherzgedichte (Berlin 1908)
- Ins Wunderreich der Neuen Welt. Erlebnisse im fernen Westen (Illustrierte Weltall-Bibliothek Bd. 4, Karlsruhe und Leipzig 1914)
- Lottchen und des Säuglings Tagebuch (1925)

## Filmografie
- 1920: Das Fest der schwarzen Tulpe